# Andrea Malchiodi
Andrea Malchiodi (Piacenza, 30 settembre 1972) è un matematico e fisico italiano.

## Biografia
Laureatosi in fisica nel 1996 presso l'Università di Milano, ha poi conseguito il dottorato di ricerca con Antonio Ambrosetti presso la Scuola Internazionale Superiore di Studi Avanzati (SISSA) di Trieste. È professore ordinario di analisi matematica presso la Scuola Normale Superiore. Ha precedentemente insegnato presso la SISSA e presso l'Università di Warwick. 

## Attività scientifica
L'attività scientifica di Malchiodi si è concentrata prevalentemente nei campi del calcolo delle variazioni e dell'analisi geometrica.
Si è occupato di varie questioni di Calcolo delle Variazioni ottenendo i suoi principali risultati nell'analisi dei fenomeni di concentrazione per problemi di perturbazione singolare, nei problemi di geometria conforme per operatori del quarto ordine e nelle onde solitarie per equazioni di Schrödinger nonlineari e loro stati semiclassici.
Come professore visitatore ha tenuto conferenze e svolto attività di ricerca presso numerose istituzioni tra cui l'università di Princeton, l'università di Notre Dame e l'ETH di Zurigo.
Fa parte dell'editorial board di riviste internazionali, tra le quali Calculus of Variations and PDE's, e Nonlinear Analysis TMA.
È uno degli esperti nel settore del Calcolo delle variazioni di maggiore impatto nella letteratura matematica internazionale, con oltre 2100 citazioni, all'aprile 2017, sul database "Mathematical Reviews" dell'American Mathematical Society e Indice H pari a 24 secondo la banca dati Scopus.

## Riconoscimenti
Malchiodi ha vinto l'edizione 2005 del premio Carlo Miranda (dell'Accademia di Scienze Fisiche e Matematiche di Napoli), quella del 2006 del premio Caccioppoli e, insieme ad Antonio Ambrosetti, quella del 2005 del premio Ferran Sunyer i Balaguer per il libro "Perturbation Methods and Semiliniar Elliptic Problems on Rn". Malchiodi è invited speaker al Congresso Internazionale dei Matematici di Seul del 2014. Infine, nel 2007 Malchiodi figurava nella lista dei nove professori di prima fascia dell'università italiana con meno di 35 anni.